# Ласло Варі Фабіан
Ласло Варі Фабіан (нар. 16 березня 1951, Вилок, Україна) — угорський поет із Закарпаття, критик, лауреат премії Кошута.

## Біографія
Народився 16 березня 1951 р. у селі Вилок. Закінчивши місцеву початкову школу, він закінчив середню школу у Виноградові в 1968 році. Того ж року його успішно прийняли до Ужгородського державного університету. В Ужгороді він став членом студії Forrás, яка діяла під керівництвом Вільмоша Ковача, а згодом долучився до першого угорського руху за громадянські права на Закарпатті. У 1972 році навчання довелося перервати, оскільки він був зарахований до радянської групи армій у Німеччині на військову службу. Пізніше він відобразив своє перебування в радянській армії у своєму романі «Camp Post». З 1975 року він працював на заводі в Берегові, продовжуючи навчання на заочному відділенні УжНУ.
З 1976 по 1997 рік викладав угорську мову та літературу в середній школі у селі Варієво, потім став викладачем в угорському коледжі в Берегові. Він був членом-засновником Угорської культурної асоціації Закарпаття (KMKSZ), а в період з 1992 по 1996 рік був одним із віце-президентів Асоціації. Він є членом Угорської асоціації письменників з 2001 року, а членом її ради з 2007 року. В даний час він є головою Закарпатської групи письменників Угорської асоціації письменників та редакційною колегією журналу Együtt.

## Творчість
- Széphistóriák: versek. (Ungvár, 1991)
- Vannak ringó bölcsők: kárpátaljai magyar népballadák. (Ungvár-Budapest, 1992; 2006)
- Kivont kardok közt: versek (Budapest, 1992; 1994)
- Világtalan csillag: versek és műfordítások. (Ungvár, 2001)
- Harminchárom év: versek. (Miskolc, 2002)
- Fecskehajtó idő : régebbi és új versek. (Budapest, Masszi, 2004)
- Jég és korbács: versek, 2002—2010 (Budapest, 2010)
- Tábori posta. Szovjet mundérban Poroszföldön; Kortárs, Bp., 2011 (Kortárs próza)
- Vannak ringó bölcsők. Kárpátaljai magyar népballadák és népdalok; 3. bőv. kiad.; Intermix, Ungvár–Bp., 2012 (Kárpátaljai magyar könyvek)
- Ereimben az idő. Versek; Magyar Napló, Bp., 2015
- Vásártér; Magyar Napló, Bp., 2018
- A kakukknővér. 76 ruszin és ukrán népballada; ford., szerk., előszó, utószó, jegyz. Vári Fábián László; MMA, Bp., 2019